# Komsomolski (Beloréchensk, Krasnodar)
Komsomolski (del ruso: Комсомольский) es un posiólok del raión de Beloréchensk del krai de Krasnodar, en Rusia. Se sitúa en la orilla izquierda del río Bélaya, afluente del río Kubán, frente a Velikovechnoye, 23 km al noroeste de Beloréchensk y 55 km al sureste de Krasnodar, la capital del krai. Tenía 469 habitantes (2007).
Pertenece al municipio Pervomáiskoye.